# Günter Guillaume
Günter Guillaume (1 de febrero de 1927-10 de abril de 1995) fue un espía y agente de inteligencia que trabajó para el servicio secreto de la República Democrática Alemana, la «Stasi». Destinado en Alemania Occidental, Guillaume se convirtió en secretario del canciller alemán Willy Brandt y protagonizaría un famoso escándalo de espionaje en 1974.